# Die Ordnung des Diskurses
Die Ordnung des Diskurses war das Thema der von Michel Foucault am 2. Dezember 1970 gehaltenen Antrittsvorlesung zu seiner Berufung auf den eigens für ihn eingerichteten Lehrstuhl zur „Geschichte der Denksysteme“ am Collège de France. Die Vorlesung wurde in erweiterter Fassung 1971 als L’ordre du discours in Paris bei Gallimard veröffentlicht.
In diesem Vortrag zeigt Foucault Mechanismen auf, die den Diskurs kontrollieren. Auf dieser Grundlage skizziert er, welche Probleme er im Collège de France zu behandeln gedenkt. Der hier von ihm verwendete Diskursbegriff markiert einen Übergang zwischen seiner Archäologie des Wissens und den späteren machtanalytischen Arbeiten.

## Die Ordnung des Diskurses
„Ich setze voraus, daß in jeder Gesellschaft die Produktion des Diskurses zugleich kontrolliert, selektiert, organisiert und kanalisiert wird – und zwar durch gewisse Prozeduren, deren Aufgabe es ist, die Kräfte und die Gefahren des Diskurses zu bändigen, sein unberechenbar Ereignishaftes zu bannen, seine schwere und bedrohliche Materialität zu umgehen.“

Foucault teilt die Prozeduren, durch die das geschieht, in drei Klassen ein.
- Ausschließungssysteme, die von ‚außen’ wirken und den Diskurs in seinem „Zusammenspiel mit der Macht und dem Begehren“[2] betreffen, also seine Kräfte zu kontrollieren suchen.

- Interne Prozeduren, mit denen Diskurse sich selbst durch „Klassifikations-, Anordnungs-, [und] Verteilungsprinzipien“[2] kontrollieren, um die Zufälligkeit von Ereignissen zu „bändigen“[2], ihre Entstehung und ihren Inhalt beherrschbar zu machen.

- Die Verknappung der sprechenden Subjekte, die über Bedingungen für die Teilnahme an Diskursen, und an Regeln, denen der spezielle Diskurs unterliegt, gebunden ist.

### Ausschließungssysteme

#### Das Verbot
Nach Foucault gibt es drei Arten von Verboten: „Man weiß, daß man nicht das Recht hat, alles zu sagen, daß man nicht bei jeder Gelegenheit von allem sprechen kann, daß schließlich nicht jeder beliebige über alles beliebige reden kann.“
Er nennt diese drei Grundformen Tabu des Gegenstandes, Ritual der Umstände und bevorzugtes oder ausschließliches Recht des sprechenden Subjekts.

#### Die Unterscheidung zwischen Wahnsinn und Vernunft
Das nächste Ausschließungssystem ist „[…] kein [direktes] Verbot, sondern eine Grenzziehung und eine Verwerfung“. 
Durch die Unterscheidung in Vernunft und Wahnsinn werden Teile des Diskurses verworfen und können nicht zirkulieren. Entweder gilt das Wort des Wahnsinnigen „[…] für null und nichtig, es hat weder Wahrheit noch Bedeutung […]“, oder man traut ihm „eigenartige Kräfte“ wie das Voraussagen der Zukunft oder das Aussprechen verborgener Wahrheiten zu. 
Daraus ergibt sich ein Spannungsverhältnis zwischen dem Zuhörenden, der einen Diskurs verfolgt – ihm aber willkürlich Relevanz zugestehen oder aberkennen kann – und dem Belauschten und seinem vom Zuhörer belauschten Diskurs. Der ‚belauschte’ Diskurs wird durch das Begehren des Zuhörers durchdrungen und funktionalisiert.

#### Der Wille zur Wahrheit
Schließlich nennt Foucault den Willen zur Wahrheit, einen von Friedrich Nietzsche übernommenen Begriff, als drittes Ausschließungssystem. Er führt an, dass es eine grundlegende Verwerfung in der Diskursgeschichte gab: An deren Anfang existierte nur ein wahrer Diskurs, bei dem man Achtung und Ehrfurcht vor denen hatte, die dazu legitimiert waren, ihn nach bestimmten Ritualen zu führen. Seit Platon „lag die höchste Wahrheit nicht mehr in dem, was der Diskurs war, oder in dem, was er tat, sie lag in dem, was er sagte“.
Träger des Wahrheitsanspruches ist nicht mehr der Diskurs selbst, sondern die einzelne Aussage, die sich über ihren Sinn, ihre Form, ihren Gegenstand und ihren referentiellen Bezug legitimiert und als wahr oder falsch erweist. Seit dem 17. Jahrhundert wird diese „platonische Grenzziehung“ ergänzt durch den Willen, ein bestimmtes technisches Niveau für die Verifizierung von Erkenntnissen vorzuschreiben („Wille zum Wissen“). 
Heute kommen immer weiter perfektionierte institutionelle Mechanismen der Absicherung von Wissen hinzu: Der Wille zur Wahrheit wird durch erkenntnistheoretische Fundierung sowie durch die selektive Bewertung, Sortierung und Verwendung von Wissen durch Institutionen – etwa in der Rechtsprechung – zementiert. Foucault hebt dabei den dialektischen Charakter von Wahrheit, in ihrer Bedeutung als Reichtum auf der einen, als Ausschließungsmechanismus auf der anderen Seite, hervor: Der Wille zur Wahrheit beinhaltet notwendig wahrheitsfremde Elemente, nämlich das Begehren und die Macht, er ist somit immer auch eine „Ausschließungsmaschinerie“.

### Interne Prozeduren

#### Der Kommentar
Der Diskurs wird durch den Kommentar in Primär- und Sekundärtexte gestuft. Einerseits ermöglicht der Kommentar das immer neue Konstituieren von neuen Diskursen, andererseits erhebt er den Anspruch das zu sagen, was immer schon implizit gesagt war: „Er muß […] zum ersten Mal das sagen, was doch schon gesagt worden ist, und muß unablässig das wiederholen, was eigentlich niemals gesagt worden ist.“
Die Zufälligkeit des Diskurses wird mit Hilfe des Kommentars beherrscht: „[…] er erlaubt zwar, etwas anderes als den Text selbst zu sagen, aber unter der Voraussetzung, daß der Text selbst gesagt und in gewisser Weise [durch den Kommentar, HvdL] vollendet werde.“

#### Der Autor
Eine andere diskursregulierende Institution ist der Autor, als konstruiertes „Prinzip der Gruppierung von Diskursen, als Einheit und Ursprung ihrer Bedeutungen, als Mittelpunkt ihres Zusammenhalts“.
Durch das Prinzip des Autors wird der potenziellen Endlosigkeit und Grenzenlosigkeit möglicher Bedeutungen eine Referenz auf den legitimen Sinngehalt bestimmter Diskursbeiträge beigefügt.

#### Die Disziplin
Die Disziplin stellt eine ‚Konstruktionsanleitung’ zur Teilnahme an einem bestimmten Teil des Diskurses dar, es können endlos neue Sätze gebildet werden, „aber nach ganz bestimmten Spielregeln“. 
Um zu einer Disziplin zu gehören, muss ein Satz bestimmten Bedingungen genügen: Der Satz muss sich auf eine definierte Gegenstandsebene beziehen und sich in einen bestimmten theoretischen Horizont einfügen.
Foucault betont, dass man immer irgendwo die Wahrheit sagen kann, aber gleichzeitig innerhalb eines Diskurses außerhalb des Wahren sein kann. Die Grenzen der Disziplin werden durch ihre Identität geschaffen, die „die Form einer permanenten Reaktualisierung [ihrer] Regeln hat“.

### Verknappung der sprechenden Subjekte

#### Das Ritual
Das Ritual beschränkt den Zugang zu Diskursen über drei Instrumente: Die Qualifikation, das Zeichensystem und die Grenzen der Bedeutung, die eine innerhalb eines Rituals gemachte Äußerung hat.
Unter diesen Bedingungen ist keine voraussetzungslose Teilhabe am Diskurs möglich und Akteure oder Gruppen von Akteuren werden ausgeschlossen.

#### Die Diskursgesellschaften
Diskursgesellschaften sind so organisiert, dass Diskurse produziert und aufbewahrt werden und in geschlossenen Räumen nach bestimmten Regeln organisiert und verteilt werden. Die Disziplin setzt dieser Produktion Grenzen – sie „diszipliniert“ sie – und aktualisiert fortwährend ihre Regeln. Maßgebliches Kriterium ist, dass die Inhaber nicht das Eigentum am Diskurs verlieren. Die Rollen des Hörenden und Sprechenden in Diskursgesellschaften sind nicht tauschbar.

#### Die Doktrin
Die Doktrin arbeitet mit dem Ziel, nur bestimmte Aussagetypen zuzulassen, diese Typen aber so zu vervielfältigen, dass der Diskurs von ihnen beherrscht wird. Individuen werden vom Diskurs unterworfen, der von der Gruppe der sprechenden Individuen unterworfen wird.

### Die gesellschaftliche Aneignung der Diskurse
Schließlich stellt die gesellschaftliche Aneignung der Diskurse eine Form der Verknappung dar. „Jedes Erziehungssystem ist eine politische Methode, die Aneignung der Diskurse mitsamt ihrem Wissen und ihrer Macht aufrechtzuerhalten oder zu verändern.“

### Methodische Grundsätze
Aus dieser Analyse von den Diskurs formenden Prinzipien folgert Foucault, dass seine zukünftigen Analysen methodischen Grundsätzen folgen sollen, die Umkehrung (die Erfassung des Ausgeschlossenen und der Mechanismen der Verknappung und Ausschließung, z. B. der Sprechverbote), Diskontinuität (die Bedeutung des Einzelereignisses in der zersplitterten Serie der Diskurse anstelle der Betonung einer imaginären Kontinuität), Spezifität (der Verzicht auf die Annahme vorgängiger Bedeutungen) und Äußerlichkeit (die Fokussierung der „äußeren Möglichkeitsbedingungen“ des Diskurses anstelle der Annahme einer „Mitte des Denkens“) berücksichtigen. Damit gibt Foucault den Grundsatz einer Kontinuität der Vernunft und ihrer Vollendung auf. Mit dem Versuch, dem „gespenstischen“ Schatten Hegels zu entrinnen, erweist er am Ende seiner Vorlesung seinem Lehrer Jean Hyppolite eine explizite Referenz.

### Kritik und Genealogie
Unter den Begriffen Kritik und Genealogie, die Foucault in den folgenden Jahren weiter ausführt (vgl. Literatur), beschreibt er mögliche kritische und genealogische Forschungen zu Sexualität und Wahnsinn, die er für zukünftige Arbeiten im Collège de France anvisiert. Mit Kritik ist dabei die Erfassung der sich verändernden Formen der Ausschließung und der dadurch ausgeübten Zwänge gemeint. Mit Genealogie bezeichnet er das Wachstum von Diskursserien und die dabei geltenden Normen und Veränderungsbedingungen.

## Stellenwert im Gesamtwerk
Beginnend mit der Ordnung des Diskurses ersetzen die methodischen Begriffe „Kritik“ und „Genealogie“ den von Foucault bis dahin für sein Vorgehen verwendeten Begriff „Archäologie“ (vgl. Archäologie des Wissens). In der Vorlesung von 1970 finden sich bereits interessante Anklänge an die Kritische Theorie, die Foucault damals nach eigenen Angaben noch nicht kannte. So bestimmen auch in Max Horkheimers Werk Mechanismen der „Hemmung, Disziplin und Verzicht die Praxis moderner Vernunftherrschaft“
Der Originaltitel L’ordre du discours bezeichnet im Französischen sowohl eine rein beschreibende Ordnung als auch eine normative Regel, ja einen Befehl. Diese Doppelbödigkeit durchzieht die Arbeit. Auch im soziologischen Kultur- und im Systembegriff sind sowohl deskriptive Elemente als auch normative Prozeduren der Ausschließung angelegt. Foucaults Diskursbegriff changiert zwischen beiden.